# Gerbilliscus robustus
Gerbilliscus robustus is een zoogdier uit de familie van de Muridae. De wetenschappelijke naam van de soort werd voor het eerst geldig gepubliceerd door Cretzschmar in 1826.

## Voorkomen
De soort komt voor in Burkina Faso, Tsjaad, Soedan, Ethiopië, Somalië, Oeganda, Kenia en Tanzania.